# 哑弹

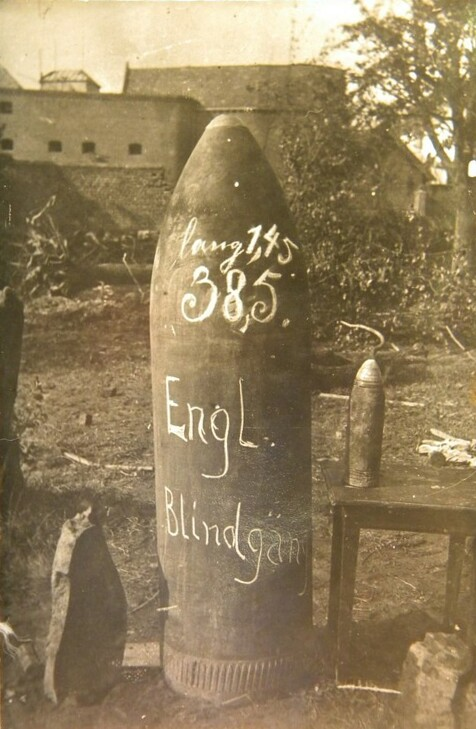
第一次世界大战残留的英国哑炸弹

哑弹（dud）泛指任何在使用时没有按时或如愿产生击发或爆炸的弹药，包括子弹、炮弹、炸弹、导弹的弹头以及地雷、水雷、手榴弹、简易爆炸装置等各类爆炸物。遭遇哑弹的状态也称哑火（misfire）。
虽然哑弹在使用时没有产生预期的杀伤力，但是日后很长时间仍然具有延时引爆的风险，因此排除未爆炸弹药是一个高风险的职业，需要训练有素、经验丰富的专业人士来执行。在曾被战火蹂躏的国家和地区经常有未爆炸的残余哑弹散落在各处，如果被没有防备心的人（特别是儿童）无意间或出于好奇去接触，就可能造成人身财产的严重损失。
枪械发射的子弹遇到哑弹时，也需要注意是否有底火和推进药延时引燃的可能性。这种延迟击发称为“挂火”（hang fire），通常出现在一些质量指标和生产成本较低的弹药中，但像.22 LR这样的凸缘底火弹药发生挂火的风险也不少。如果枪手马上就将未成功击发的子弹退出枪外，一旦出现延时击发，弹头在没有枪管限制移动方向的情况下被炸离弹壳，会随机射向任何方向造成非常严重的走火事故。因此许多国家的枪械操作安全准则中，会要求射手在遇到看似哑弹的情况时要保持枪机闭锁并将枪口对着安全的方向，多等上至少十几秒时间确认没有发生挂火，之后再将哑弹退膛。